# 石川県道326号金沢羽咋自転車道線
石川県道326号金沢羽咋自転車道線（いしかわけんどう326ごう かなざわ はくいじてんしゃどうせん）は、石川県河北郡内灘町と羽咋市を結ぶ自転車道（一般県道）である。

## 概要
当自転車道は石川県に5路線あるいしかわ大規模自転車道のうちの1路線で、のと里山海道（石川県道60号金沢田鶴浜線）が内灘町向粟崎から羽咋市柳田まで並走している。
石川県道60号金沢田鶴浜線の一部として供用されていたが、道路区域から除外された上で、新たに路線認定されて誕生した。

### 路線データ
- 起点：河北郡内灘町向粟崎
- 終点：羽咋市柳田町（＝ 石川県道293号羽咋巌門自転車道線（羽咋健民自転車道）交点）

## 歴史
- 2013年3月29日：路線認定[3]。

## 地理

### 通過する自治体
- 石川県
  - 河北郡内灘町
  - かほく市
  - 羽咋郡宝達志水町
  - 羽咋市

### 主な接続路線
- 石川県道293号羽咋巌門自転車道線（羽咋健民自転車道）（羽咋市柳田町：終点）